# Gerlinde Kempendorff
Gerlinde Kempendorff-Hoene (* 12. August 1955 in Magdeburg) ist eine deutsche Sängerin, Kabarettistin, Schauspielerin, Moderatorin, Dozentin und Rhetorik-Coachin.

## Leben und Wirken
Gerlinde Kempendorff-Hoene studierte in den 1970er Jahren an der Humboldt-Universität zu Berlin Musikerziehung und Germanistik. Bis 1982 war sie Musik- und Deutschlehrerin an vier verschiedenen Ost-Berliner Schulen für die Klassen vier bis zehn. Nebenher absolvierte sie ein gesangsorientiertes Fernstudium an der Hochschule für Musik „Hanns Eisler“ Berlin in den Fächern Jazz, Rock, Musical, Chanson und Schauspiel.
Sie entschied sich, aus der staatlich reglementierten Volksbildung auszuscheiden und sich als freiberufliche Sängerin zu entfalten. Parallel dazu gab sie Gesangsunterricht an der Musikschule Friedrichshain. Die freie Entfaltung erwies sich als Trugschluss: Ihre stimmlichen Fähigkeiten waren zwar unbestritten, aber textlich eckte sie an. So durfte sie nicht ins westliche Ausland reisen und keine Schallplatte aufnehmen. Ebenso erhielt sie keine Einladungen zu Fernsehshows, obwohl sie vom bevorzugten Stil her in die Chansonsendung von Gisela May gepasst hätte. Sie tingelte quer durch die DDR und sang jährlich 150 bis 200 Mal in Klubs, Theatern und Kabaretts. Außerdem moderierte sie Gesprächsrunden, Lyrik- und Kabarettabende oder Lesungen wie die von Eulenspiegel-Autor Hartmut Berlin bis hin zu Informationsveranstaltungen wie „Gesundheit als Alternative“.
Ende der 1980er Jahre führten von ihr vorgetragene systemkritische Inhalte einige Male zu Auftrittsverboten. Im Herbst 1989 gehörte sie zu den Künstlern, die in der Zionskirche und anderswo für die friedliche Revolution sangen. Im September 1990 trat sie im Zuge der Unterzeichnung des Zwei-plus-vier-Vertrages bei der Demonstration für „Selbstbestimmung in allen gesellschaftlichen Bereichen“ auf.
Im wiedervereinten Deutschland ist sie freiberuflich tätig. In den ersten Jahren hielt sie Vorträge und Workshops, zum Beispiel erarbeitet sie mit den Teilnehmern unter dem Titel „Deutsche Sprache – schöne Sprache“ Interpretationen und Ausdrucksmöglichkeiten von Texten durch das Medium Sprache. Ein weiteres Standbein waren Moderationen von Galas, Hommagen und Ähnlichem. Mit eigenen Programmen trat sie in Berlin auf und ging damit auch auf Gastspielreise durch Deutschland. Die Zweigleisigkeit war für Kempendorff eine Notwendigkeit für ihr künstlerisches Überleben, denn mit den gut bezahlten reinen Dienstleistungen, wie zum Beispiel als Talkmasterin von „Babelsberg live“ (ORB), finanzierte sie ihre Programme. Erstere erbrachte sie zwar auch professionell und auf Qualität bedacht, aber die wirkliche Entertainerin mit Ecken und Kanten gab es nur auf den Kleinkunstbühnen und in Off-Theatern zu sehen. Als Höhepunkt ihrer Bühnenkarriere ist das kostüm- und requisitentechnisch opulent ausgeschmückte Marlene-Dietrich-Programm Achtung vor dem Raubtier anzusehen, mit dem sie 1992 in Deutschland und anschließend in Wien und im Nordosten der USA auf Tournee war.
1991 erhielt sie einen Lehrauftrag an der seinerzeit noch Hochschule genannten Universität der Künste (UdK) in Berlin sowie an der Universität Potsdam für Auftrittskompetenz und Sprechkultur. Am 17. Februar 2010 wurde Gerlinde Kempendorff-Hoene an der UdK mit dem Thema „Lehrer und Kabarettisten – Über die Notwendigkeit der Vermittlung von Schlüsselkompetenzen ...“ zum Dr. phil. promoviert. Ihre Arbeit beinhaltet diejenigen Themenbereiche, die sie als Wissens- und Kompetenzvermittlerin seit Jahrzehnten antreiben, ihren Studenten, Schülern und Coachees zu vermitteln: „Prononciertes, ausdrucksstarkes, unterhaltsames, packendes Sprechen, egal, ob ein Vortrag, eine Verteidigung, ein Beitrag in einer Diskussion oder sonst eine Situation im professionellen Umfeld.“
Sich lang gehegte Wünsche erfüllend, gründete sie sowohl ein Institut für Auftrittskompetenz und Sprechkultur, das unter der Bezeichnung „Kempendorff Privat-Institut für Kommunikation und Kultur e. K.“ im Handelsregister eingetragen ist, als auch ein kleines Theater im brandenburgischen Bad Belzig, das „Klein-Kunst-Werk Bad Belzig“ in der Trägerschaft des „KiM – Kultur im Mühlenhölzchen e.V.“.
Die erfahrene Vortragskünstlerin kann auch für Coachings in Wirtschaftsunternehmen zu Themen wie Präsentation, Kommunikation, humorvoller Führungsstil gebucht werden.
Gerlinde Kempendorff-Hoene lebt in Berlin, ist verheiratet und hat zwei Söhne aus erster Ehe.

## Rezeption
Lutz Pretzsch stellte die Kempendorff 1987 in der Berliner Zeitung als eine wenig bekannte Chansoninterpretin der DDR vor, die mittels „unzweifelhaft komödiantische[m] Talent“ die „Chansonlandschaft sehr angenehm“ bereichere. Ihre Liedauswahl reiche von „Carows Lachbühne“ bis Wilhelm Bendows „Kabarett der Komiker“ und Trude Hesterbergs „Wilder Bühne“. Die Bandbreite sei gleichermaßen von Otto Reutter, Claire Waldoff und Fritzi Massary, über die Literaten Kästner, Tucholsky und Klabund bis zu Friedrich Hollaender und Hanns Eisler gespannt. Als „ergötzlich“ bezeichnete er in besonderem Maße „die Vortragsart und Mimik der Interpretin“: „Mit dunklem Timbre in der Stimme ist sie zugleich verrucht, keß und doof, ist Animierdame und Göre.“
Über die Sing- beziehungsweise Sprech-Stimme wurde geschrieben, sie sei „kraftvoll“, „modulationsfähig“ und sie sei das „größte Pfund“, mit dem sie wuchere. Ausführlich beschrieb dies Leo Wistuba 1992 in der Neuen Zeit: „Ihr erstaunlich breites stimmliches Spektrum, von rauchiger oder samtener Tiefe über lyrische Töne bis zu aggressiver Schärfe reichend, ihre flexible und ausdrucksstarke Mimik und sparsam, gezielt eingesetzte Gestik stellt sie gekonnt in den Dienst am Wort, in Lied- oder Sprechtexten gleichermaßen.“ Auch Regina Köhler ging ein Jahr später in der Berliner Zeitung genauer darauf ein: „Mit Ausstrahlung und Stimme wird da eine Spannung gehalten, die den Zuschauer eineinhalb Stunden zu fesseln vermag. Vorgetragen mit einer großen Stimme, die mal kräftig, beinahe männlich, dann wieder frech oder sanft sein kann und die Rollen deutlich macht […].“ Zum Schlüpfen in verschiedene Rollen bei jeder Vorstellung meinte der sich „Friedrich Hain“ nennende Rezensent 1991 in der Neuen Zeit, dass „die pointensicher eingesetzte Übertreibung“ all die „überzeugenden Wirkungen“ hervorrufen würde.
Die sich oft um das „Allzumenschliche im Alltag“ drehenden Eigenkompositionen gehe sie „mit viel Nachdenklichkeit und auch Ausgewogenheit“ an, hieß es 1991 in Werner Schönsees Artikel in der Neuen Zeit. Und in einer späteren Ausgabe, ihre gesamtgesellschaftlichen Texte seien „bissig, politisch brisant, realistisch wie eh und je“, zur DDR-Zeit „unbequem“, heute, wo Vieles ausgesprochen werden darf und somit die Qualität im Vordergrund stehe, dagegen „[s]elbstbewußt sperrig“, aber „keinesfalls bitter oder pessimistisch“. Ihre zudem noch schauspielerische Begabung zeige sich dann beim Kabarett.

## Auszeichnungen
- 1987: Preisträgerin bei den 9. „Tagen des Chansons“ in Frankfurt (Oder)[21]

## Diskografie
- Diseuse Goes Opera! Komödiantische Irrungen und Wirrungen durch die Welt der Oper, Duo-phon-Musikverlag, Berlin 2001 (mit Kim Eustice).
- Glanzlichter. Das Beste aus 100 Jahren deutschem Kabarettchanson, Duo-phon-Musikverlag, Berlin 2001 (zusammen mit Angelika Mann).
- O hätt’ ich doch mein Kind verkauft. Werner Richard Heymann zum 112. Geburtstag, Werner-Richard-Heymann-Hommage mit dem Saxophonquartett Four in a Row, Phonector, Berlin ca. 2008.
- Glück gehabt. Gerlinde Kempendorff & Die GlücksSpieler, Eigenverlag, Berlin 2014.

## Kabarett auf DVD
- Das Lachen der Anderen. 25 Jahre Mauerfall! Humor vor und hinter dem Eisernen Vorhang. Ein deutsch-deutscher Heimatabend der besonderen Art, Live-Mitschnitt des Kabarettprogramms aus dem Theater im Palais, Juli 2009, KMCK-Film, Berlin 2014.

## Buchveröffentlichungen
- O Lehrer und Kabarettisten – über die Kommunikationskultur und die Notwendigkeit ihrer Ausbildung mittels grundlegender Schlüsselkompetenzen an Hochschulen. Lehmanns Verlag, Berlin 2010, ISBN 978-3-86541-382-6.